# E-Prix di Hong Kong 2017
L'E-Prix di Hong Kong 2017 è stato il primo appuntamento, suddiviso in due gare, della quarta stagione del campionato di Formula E, destinato ai soli veicoli elettrici. La gara 1 è stata vinta da Sam Bird, su DS Virgin Racing e la gara 2 ha visto prevalere Felix Rosenqvist, dopo la squalifica di Daniel Abt.

## Risultati

### Gara 1[2]

#### Qualifiche
| Pos.                            | N. | Pilota                 | Squadra                   | Qualifica | Gap     | SuperPole | Gap    | Griglia |
| ------------------------------- | -- | ---------------------- | ------------------------- | --------- | ------- | --------- | ------ | ------- |
| 1                               | 25 | Jean-Éric Vergne       | Techeetah                 | 1:03.403  | +0.127  | 1:03.568  | —      | 1       |
| 2                               | 2  | Sam Bird               | DS Virgin Racing          | 1:03.276  | —       | 1:03.595  | +0.027 | 2       |
| 3                               | 23 | Nick Heidfeld          | Mahindra                  | 1:03.350  | +0.074  | 1:03.597  | +0.029 | 3       |
| 4                               | 66 | Daniel Abt             | Audi Sport ABT Schaeffler | 1:03.561  | +0.285  | 1:03.724  | +0.156 | 4       |
| 5                               | 19 | Felix Rosenqvist       | Mahindra                  | 1:03.466  | +0.190  | 1:04.718  | +1.150 | 5       |
| 6                               | 1  | Lucas Di Grassi        | Audi Sport ABT Schaeffler | 1:03.773  | +0.497  |           |        | 6       |
| 7                               | 16 | Oliver Turvey          | NIO                       | 1:03.881  | +0.605  |           |        | 7       |
| 8                               | 28 | António Félix da Costa | Andretti                  | 1:03.914  | +0.638  |           |        | 8       |
| 9                               | 9  | Sébastien Buemi        | Renault-e.Dams            | 1:03.966  | +0.690  |           |        | 9       |
| 10                              | 3  | Nelson Piquet Jr.      | Jaguar                    | 1:03.993  | +0.717  |           |        | 10      |
| 11                              | 7  | Jérôme d'Ambrosio      | Dragon Racing             | 1:04.405  | +1.129  |           |        | 11      |
| 12                              | 18 | André Lotterer         | Techeetah                 | 1:04.423  | +1.147  |           |        | 12      |
| 13                              | 27 | Kamui Kobayashi        | Andretti                  | 1:04.806  | +1.530  |           |        | 13      |
| 14                              | 5  | Maro Engel             | Venturi                   | 1:04.907  | +1.631  |           |        | 14      |
| 15                              | 36 | Luca Filippi           | NIO                       | 1:05.450  | +2.174  |           |        | 15      |
| 16                              | 36 | Alex Lynn              | DS Virgin Racing          | 1:05.544  | +2.268  |           |        | 16      |
| 17                              | 6  | Neel Jani              | Dragon Racing             | 1:05.615  | +2.339  |           |        | 20      |
| 18                              | 8  | Nico Prost             | Renault-e.Dams            | 1;07.745  | +4.469  |           |        | 17      |
| Tempo limite del 110%: 1:09.743 |    |                        |                           |           |         |           |        |         |
| 19                              | 4  | Edoardo Mortara        | Venturi                   | 1:12.730  | +9.454  |           |        | 18      |
| 20                              | 20 | Mitch Evans            | Jaguar                    | 1:19.616  | +16.340 |           |        | 19      |

#### Gara
| Pos. | N. | Pilota                 | Squadra                   | Giri | Tempo/Ritiro       | Griglia | Punti |
| ---- | -- | ---------------------- | ------------------------- | ---- | ------------------ | ------- | ----- |
| 1    | 2  | Sam Bird               | DS Virgin Racing          | 43   | 1h17:10.486        | 2       | 25    |
| 2    | 25 | Jean-Éric Vergne       | Techeetah                 | 43   | +11.575            | 1       | 21    |
| 3    | 23 | Nick Heidfeld          | Mahindra                  | 43   | +12.465            | 3       | 15    |
| 4    | 3  | Nelson Piquet Jr.      | Jaguar                    | 43   | +15.324            | 10      | 12    |
| 5    | 66 | Daniel Abt             | Audi Sport ABT Schaeffler | 43   | +17.205            | 4       | 11    |
| 6    | 28 | António Félix da Costa | Andretti                  | 43   | +18.083            | 8       | 8     |
| 7    | 4  | Edoardo Mortara        | Venturi                   | 43   | +19.797            | 18      | 6     |
| 8    | 36 | Alex Lynn              | DS Virgin Racing          | 43   | +20.904            | 16      | 4     |
| 9    | 8  | Nico Prost             | Renault-e.Dams            | 43   | +24.785            | 17      | 2     |
| 10   | 68 | Luca Filippi           | NIO                       | 43   | +25.500            | 15      | 1     |
| 11   | 9  | Sébastien Buemi        | Renault-e.Dams            | 43   | +26.202            | 9       |       |
| 12   | 20 | Mitch Evans            | Jaguar                    | 43   | +34.871            | 19      |       |
| 13   | 5  | Maro Engel             | Venturi                   | 43   | +35.752            | 14      |       |
| 14   | 19 | Felix Rosenqvist       | Mahindra                  | 43   | +41.174            | 5       |       |
| 15   | 27 | Kamui Kobayashi        | Andretti                  | 43   | +48.422            | 13      |       |
| 16   | 16 | Oliver Turvey          | NIO                       | 42   | +1 giro            | 7       |       |
| 17   | 1  | Lucas Di Grassi        | Audi Sport ABT Schaeffler | 42   | +1 giro            | 6       |       |
| 18   | 6  | Neel Jani              | Dragon Racing             | 42   | +1 giro            | 20      |       |
| Rit  | 7  | Jérôme d'Ambrosio      | Dragon Racing             | 34   | Perdita di potenza | 11      |       |
| SQ   | 18 | André Lotterer         | Techeetah                 | 43   | Squalificato       | 12      |       |

### Gara 2[7]

#### Qualifiche
| Pos. | N. | Pilota                 | Squadra          | Qualifica | Gap    | SuperPole | Gap    | Griglia |
| ---- | -- | ---------------------- | ---------------- | --------- | ------ | --------- | ------ | ------- |
| 1    | 19 | Felix Rosenqvist       | Mahindra         | 1:02.878  | +0.301 | 1:02.836  | —      | 1       |
| 2    | 4  | Edoardo Mortara        | Venturi          | 1:02.870  | +0.293 | 1:03.108  | +0.272 | 2       |
| 3    | 2  | Sam Bird               | DS Virgin Racing | 1:02.897  | +0.320 | 1:03.109  | +0.273 | 13      |
| 4    | 66 | Daniel Abt             | Audi Sport ABT   | 1:02.703  | +0.126 | 1:03.715  | +0.879 | 3       |
| 5    | 20 | Mitch Evans            | Jaguar           | 1:02.577  | —      | —         | —      | 4       |
| 6    | 36 | Alex Lynn              | DS Virgin Racing | 1:02.929  | +0.352 |           |        | 5       |
| 7    | 28 | António Félix da Costa | Andretti         | 1:02.979  | +0.402 |           |        | 6       |
| 8    | 25 | Jean-Éric Vergne       | Techeetah        | 1:02.982  | +0.405 |           |        | 7       |
| 9    | 16 | Oliver Turvey          | NIO              | 1:03.092  | +0.515 |           |        | 8       |
| 10   | 68 | Luca Filippi           | NIO              | 1:03.210  | +0.633 |           |        | 9       |
| 11   | 23 | Nick Heidfeld          | Mahindra         | 1:03.276  | +0.699 |           |        | 10      |
| 12   | 3  | Nelson Piquet Jr.      | Jaguar           | 1:03.310  | +0.733 |           |        | 11      |
| 13   | 1  | Lucas Di Grassi        | Audi Sport ABT   | 1:03.346  | +0.769 |           |        | 12      |
| 14   | 8  | Nico Prost             | Renault-e.Dams   | 1:03.418  | +0.841 |           |        | 14      |
| 15   | 5  | Maro Engel             | Venturi          | 1:03.446  | +0.869 |           |        | 15      |
| 16   | 27 | Kamui Kobayashi        | Andretti         | 1:03.473  | +0.896 |           |        | 16      |
| 17   | 18 | André Lotterer         | Techeetah        | 1:03.845  | +1.268 |           |        | 17      |
| 18   | 7  | Jérôme d'Ambrosio      | Dragon Racing    | 1:03.849  | +1.272 |           |        | 18      |
| 19   | 6  | Neel Jani              | Dragon Racing    | 1:04.612  | +2.035 |           |        | 19      |
| 20   | 9  | Sébastien Buemi        | Renault-e.Dams   | 1:05.346  | +2.769 |           |        | 20      |

#### Gara
| Pos. | N. | Pilota                 | Squadra          | Giri | Tempo/Ritiro | Griglia | Punti |
| ---- | -- | ---------------------- | ---------------- | ---- | ------------ | ------- | ----- |
| 1    | 19 | Felix Rosenqvist       | Mahindra         | 45   | 50:05.084    | 1       | 29    |
| 2    | 4  | Edoardo Mortara        | Venturi          | 45   | +7.031       | 2       | 18    |
| 3    | 20 | Mitch Evans            | Jaguar           | 45   | +10.619      | 5       | 15    |
| 4    | 25 | Jean-Éric Vergne       | Techeetah        | 45   | +12.593      | 7       | 12    |
| 5    | 2  | Sam Bird               | DS Virgin Racing | 45   | +12.879      | 13      | 10    |
| 6    | 16 | Oliver Turvey          | NIO              | 45   | +14.199      | 9       | 8     |
| 7    | 5  | Maro Engel             | Venturi          | 45   | +15.676      | 15      | 6     |
| 8    | 8  | Nico Prost             | Renault-e.Dams   | 45   | +18.905      | 14      | 4     |
| 9    | 36 | Alex Lynn              | DS Virgin Racing | 45   | +19.025      | 5       | 2     |
| 10   | 9  | Sébastien Buemi        | Renault-e.Dams   | 45   | +22.139      | 20      | 1     |
| 11   | 28 | António Félix da Costa | Andretti         | 45   | +23.159      | 6       |       |
| 12   | 3  | Nelson Piquet Jr.      | Jaguar           | 45   | +27.104      | 12      |       |
| 13   | 18 | André Lotterer         | Techeetah        | 45   | +28.591      | 17      |       |
| 14   | 1  | Lucas Di Grassi        | Audi Sport ABT   | 45   | +39.137      | 13      |       |
| 15   | 7  | Jérôme d'Ambrosio      | Dragon Racing    | 45   | +55.187      | 18      |       |
| 16   | 23 | Nick Heidfeld          | Mahindra         | 44   | +1 giro      | 10      |       |
| 17   | 27 | Kamui Kobayashi        | Andretti         | 44   | +1 giro      | 16      |       |
| 18   | 6  | Neel Jani              | Dragon Racing    | 44   | +1 giro      | 19      |       |
| Rit  | 68 | Luca Filippi           | NIO              | 36   | Freni        | 9       |       |
| SQ   | 66 | Daniel Abt             | Audi Sport ABT   | 45   | Squalificato | 3       |       |

## Classifiche
Classifica Piloti
| +/– | Pos | Pilota           | Punti    |
| --- | --- | ---------------- | -------- |
|     | 1   | Sam Bird         | 35       |
|     | 2   | Jean-Éric Vergne | 33 (–2)  |
| 11  | 3   | Felix Rosenqvist | 29 (–6)  |
| 3   | 4   | Edoardo Mortara  | 24 (–11) |
| 2   | 5   | Nick Heidfeld    | 15 (–20) |

Classifica Squadre
| +/– | Pos | Squadra          | Punti    |
| --- | --- | ---------------- | -------- |
| 1   | 1   | Mahindra         | 44       |
| 1   | 2   | DS Virgin Racing | 41 (–3)  |
|     | 3   | Techeetah        | 33 (–11) |
| 3   | 4   | Venturi          | 30 (–14) |
| 1   | 5   | Jaguar           | 27 (–17) |

## Altre gare
- E-Prix di Marrakech 2018
- E-Prix di Montréal 2017
- E-Prix di Hong Kong 2016
- E-Prix di Hong Kong 2019